# Experimentell filosofi
Experimentell filosofi är en filosofisk inriktning som kombinerar traditionell filosofisk reflektion med systematiska empiriska forskningsmetoder.  Med hjälp av kognitionsforskningens metoder utför experimentella filosofer studier och experiment vars mål är förståelse av människors tankar användandes begrepp och rörande de ämnen som filosofer funderar över.
Experimentella filosofer argumenterar att empiriska resultat och data kan ha indirekta effekter och relevans för filosofiska frågor genom de insikter de ger om de underliggande psykologiska processer som leder till så kallade ”filosofiska intuitioner”.  Denna metod är kontroversiell och många kritiker ser den som oförenlig med filosofi baserad på helt aprioriska argument, vilken ibland kallas ”fåtöljfilosofi” (=filosofi helt och hållet baserad på insikter man uppnår medan man sitter och reflekterar i en bekväm fåtölj). Det råder med andra ord stor oenighet inom filosofin angående vilka metoder som passar sig bäst för filosofiskt resonerande och den experimentella filosofin har både anhängare och kritiker.
Till en början fokuserade experimentella filosofer främst på frågor rörande kulturella skillnader i filosofiska intuitioner, människors intuitioner om viljefrihet och vissa andra frågor inom handlingsfilosofi.  På senare tid har emellertid de experimentella filosoferna tagit sig an de flesta traditionella filosofiska ämnena, inklusive begreppen orsakssamband, lycka och kunskap.